# Елинсон, Николай Львович

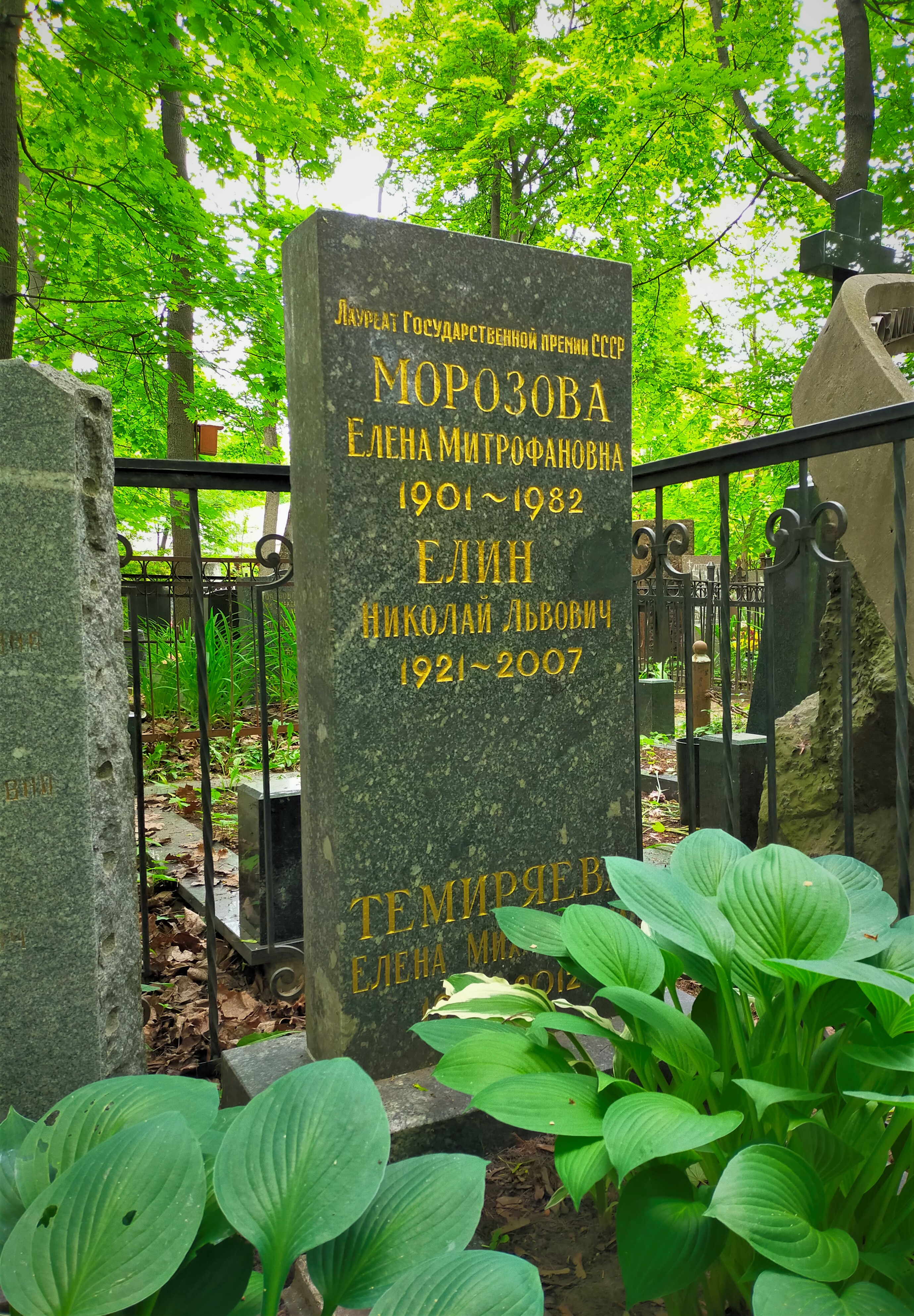
Могила Н. Л. Елинсона, Введенское кладбище

Николай Львович Елинсон (псевдоним Елин; 23 марта 1921, Екатеринослав — 2007) — русский писатель-сатирик.

## Биография
Участник Великой Отечественной войны.
- Награждён орденами и медалями.
- Лауреат премии «Золотой телёнок» «Литературной Газеты» («Клуба 12 стульев») (1974).
- Лауреат премии журнала «Огонёк» (1974).
- Лауреат международного конкурса юмористических рассказов «Алеко» (Болгария, 1975).
- Член Союза писателей СССР (1978).
- Заслуженный работник культуры РСФСР (1971).

## Сочинения

### Проза
- Иван Стебельков — спортивная душа: Всевозможные истории, истинные и маловероятные, изложенные в письмах друг к другу и дополненные забавными рисунками. М., 1973. В соавторстве с В. Г. Кашаевым[1]
- Фантастические способности: Юмористические рассказы. М., 1974. В соавторстве с В. Г. Кашаевым[1]
- Санька-рекордсмен. М., 1976
- Я работаю атлантом. М., 1977. В соавторстве с В. Г. Кашаевым[1]
- Цирк улыбается: Юмористические рассказы. М., 1978. В соавторстве с В. Г. Кашаевым[1]
- Лыжи, бабушка и я: Маленькая повесть, состоящая из трёх писем и одной телеграммы и рассказывающая про маленького мальчика и про его бабушку, ставшую чемпионкой второго класса "В" по лыжам. М., 1981. В соавторстве с В. Г. Кашаевым[1]
- Сутки начинаются в полночь: Весёлые истории о том, что было, чего не было и чего быть не могло. М., 1982. В соавторстве с В. Г. Кашаевым[1]